# Campionati europei di karate 1996
La 31ª edizione del campionato europeo di karate si è svolta a Parigi nel 1996. Hanno preso parte alla competizione 461 karateka provenienti da 36 paesi.

## Campioni d'Europa

### Kata
| Categoria             | Vincitore         |
| Individuale maschile  | Michaël Milon     |
| Individuale femminile | Marcela Remiasova |
| Squadre maschili      | Francia           |
| Squadre femminili     | Francia           |

### Kumite
| Categoria              | Vincitore          |
| Fino a 60 kg maschile  | Damien Dovy        |
| Fino a 65 kg maschile  | Alexandre Biamonti |
| Fino a 70 kg maschile  | Anthony Boelbaai   |
| Fino a 75 kg maschile  | Wayne Otto         |
| Fino ad 80 kg maschile | Gilles Cherdieu    |
| Oltre 80 kg maschile   | Jale Sorken        |
| Open maschile          | Christophe Pinna   |
| Fino a 53 kg femminile | Sari Laine         |
| Fino a 60 kg femminile | Monique Amghar     |
| Oltre 60 kg femminile  | Janice Francis     |
| Open femminile         | Carmen Garcia      |
| Squadre maschili       | Francia            |
| Squadre femminili      | Spagna             |